# Heinrich Adrian von Veltheim
Heinrich Adrian von Veltheim (* 3. Februar 1673; † 2. Februar 1709) war ein lokaler Grundherr des Adelsgeschlechts derer von Veltheim. Wie sein Epitaph in der Kirche St. Jakobus (Rottmersleben) ausweist, regierte er als „Erbherr“ über vier Gemeinden (Alvensleben, Rottmersleben, Lut.-Santersleben und Schackensleben).
Heinrich Adrian von Veltheim ist nicht zu verwechseln mit einem Grundherrn gleichen Namens, der 1757 das Schloss von Bartensleben erweitern ließ.

## Bilder
Der hier abgebildete Teil des Epitaphs zeigt das Wappen seiner Frau, „Anna Sophia von der Schulenburck“, die das Epitaph ihm zu Ehren 1710 errichtete.

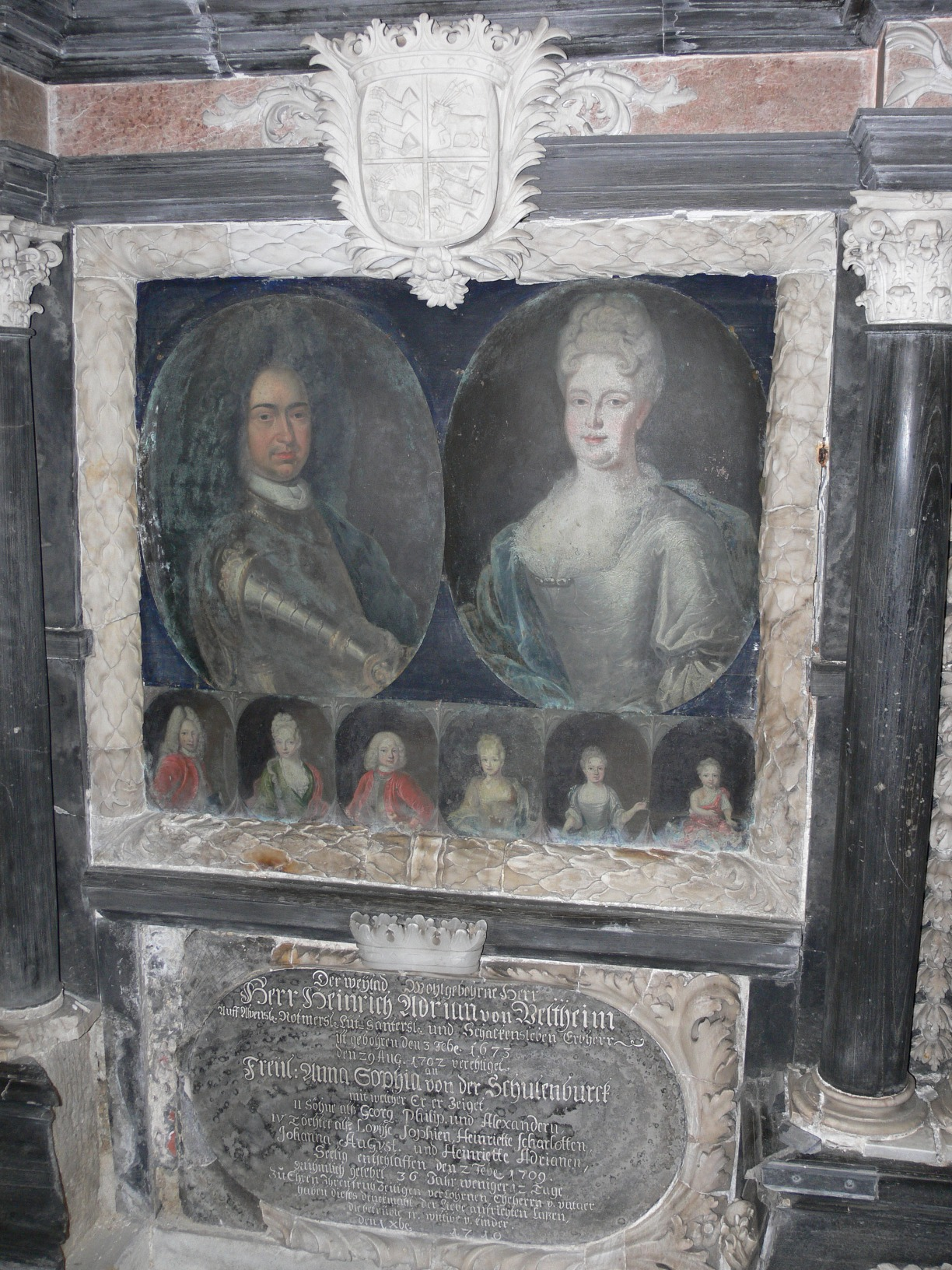
Epitaph in der Kirche St. Jakobus (Rottmersleben)
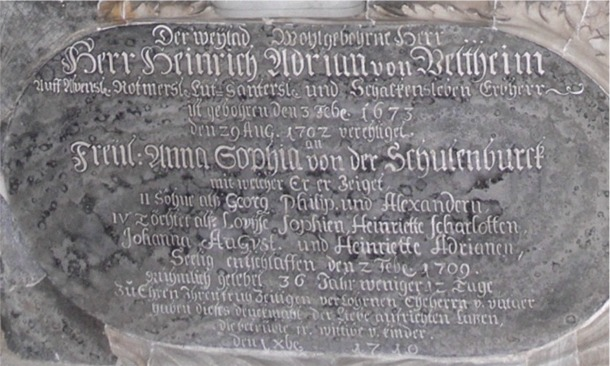
Epitaphinschrift in der Kirche St. Jakobus (Rottmersleben)